# ضاحية بارا

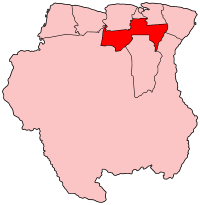
خريطة سورينام تبين موقع ضاحية بارا

ضاحية بارا هي اٍحدى ضواحي سورينام، عاصمة الضاحية هي أونفرواشت وهناك مدن أخرى نذكر بارانام، سابانا وزانديرجي.
يبلغ عدد سكان الضاحية 15.120 نسمة وتبلغ مساحتها 5.393 كم2.
الضاحية هي المركز المنجمي والغابي بسورينام.
ركام مدينة جودنسافان يوجد بضاحية بارا. اليهود الهاربين من محاكم التفتيش الإسبانية أنشئوا جودنسافان في القرن 17، لكن تدمرة عام 1832 بسبب حريق اندلع فيها. جودنسافان كانت معسكر اعتقال لمناصري النازية في سورينام خلال الحرب العالمية الثانية. بارا هي أيضا موطن لينبوع من المفترض أن له خصائص طبية.

## منتجعات الضاحية

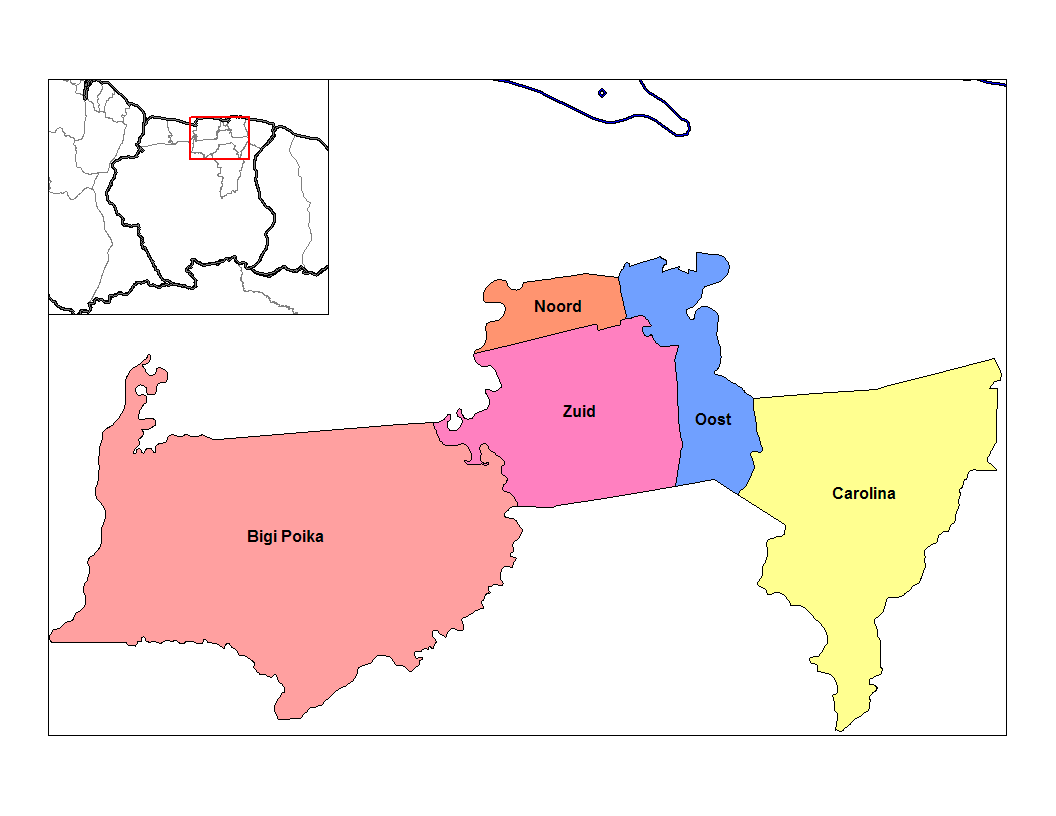
منتجعات ضاحية بارا

تضم الضاحية خمس منتجعات:
- بيجي بواكا
- كارولينا
- نورد
- أوست
- زويد